# 三崎荘
三崎荘（みさきのしょう）は、中世の下総国海上郡にあった荘園、海上荘ともいう。
治承4年（1180年）5月11日の皇嘉門院惣処分状に九条家領と見え、皇嘉門院から猶子九条兼実の長男良通に伝領されている。文治2年（1186年）の関東知行国乃貢未済荘々注文（『吾妻鏡』文治2年3月12日条）には殿下御領（近衛家領）と見えるが、建長2年（1250年）11月の九条道家惣処分状、建長8年（1256年）8月25日付九条家重書目録などに当荘が見え、元久元年（1204年）4月23日付宜穐門院宛の九条兼実置文には藤原忠通の時に最勝金剛院に寄付された院領の1つと見える。また、この間の正治元年（1199年）には、藤原定家が預所職とみられる下級所職を与えられ、正治2年（1200年）に当所職を辞退・返還したことが明月記に見える。
在地領主は平安時代末期には片岡氏であったが、『吾妻鏡』文治元年（1185年）10月28日条によれば、片岡常春は舅の佐竹義政に同心して源頼朝に謀反を企てたかどで当荘を収公され、代わって千葉常胤に与えられ、その後は千葉氏一族が領有した。建保6年（1218年）11月、東胤頼の孫胤行は当荘に下向したまま鎌倉に帰参せず、源実朝は和歌を詠じて参上を催促したという（『吾妻鏡』建保6年11月27日条）。その後当荘を領したのは胤行の弟胤方の系統で海上氏を称した。当荘内には円福寺があり、その別当職には胤方の弟である盛胤系統の本庄氏や海上氏一族が補任されていたことが、建武元年（1334年）の譲状などの円福寺文書によってわかる。
また、長禅寺所蔵愛染明王像の永禄12年（1569年）9月吉日付胎内墨書銘に「三崎荘横根郷野中長禅寺」と見え、常燈寺所蔵の大般若教巻408の天正4年（1576年）10月17日付奥書には「下総国三崎荘海上本庄浦内松岸村」に住む権少僧都照誉が書写したとある。
荘域は、海上郡三前郷を中心として、横根郷、須加郷、本庄郷、船木郷などの地を含み、現在の銚子市および旭市一帯と推定される。